# Voice of Democracy
 (janvier 2025).
Voice of Democracy ou VOD (en khmer : សំលេងប្រជាធិបតេយ្យ) est un média indépendant cambodgien fondé par le Centre cambodgien pour les droits de l'homme (CCHR) le 16 janvier 2003. Il est fermé en février 2023 sur ordre de l'ancien Premier ministre Hun Sen avant les élections législatives de la même année.

## Fermeture
VOD publie le 9 février 2023 un article rapportant que l'accord concernant l'envoi d'une aide humanitaire à la Turquie, frappée par un séisme, a été signé par Hun Manet. Cet accord, qui élève le montant de l'aide humanitaire à 100 000 $ aurait dû être signé par son père, le Premier ministre de l'époque Hun Sen, Hun Manet n'étant à l'époque qu'un lieutenant général. Cette information est confirmée dans l'article par Phay Siphan, le porte-parole du gouvernement ; elle est néanmoins contestée par Hun Sen et Hun Manet, qui exigent des excuses officielles. Finalement, la licence de Voice of Democracy est révoquée le 13 février 2023.